# Wawrzynek
Wawrzynek (Daphne L.) – rodzaj roślin z rodziny wawrzynkowatych. Liczy co najmniej 95 gatunków. Rośliny te występują w Eurazji i Afryce Północnej, z czego w Europie obecnych jest 17 gatunków. Największe zróżnicowanie jest w Azji wschodniej, tylko w Chinach rosną 52 gatunki, z czego 41 to endemity, cztery gatunki rosną w Japonii, jeden na Kamczatce. W Polsce występują w naturze dwa gatunki – wawrzynek główkowaty D. cneorum i wawrzynek wilczełyko D. mezereum.
Są to krzewy rosnące często na terenach górskich, na skałach (zwykle wapiennych) i piargach oraz w lasach. Liczne gatunki uprawiane są jako ozdobne, głównie dla silnie aromatycznych kwiatów, rozwijających się zazwyczaj zimą i wczesną wiosną. Wawrzynek genkwa D. genkwa wykorzystywany jest w Chinach jako bezpieczny i skuteczny środek aborcyjny, poza tym z włóknistej kory wyrabia się z niego papier i sznury. Podobnie do wyrobu papieru wykorzystuje się korę Daphne bholua i Daphne papyracea, uprawiane poza tym jako ozdobne. Wawrzynek gnidyjski Daphne gnidium wykorzystywany był jako lek przeczyszczający. Zastosowania lecznicze wielu gatunków współcześnie nie są wykorzystywane ze względu na dowiedzione ich toksyczne działanie. Ajnowie wykorzystywali zagęszczony sok Daphne kamtschatica do zatruwania strzał wykorzystywanych przy polowaniu na wieloryby.

## Morfologia
PokrójKrzewy i półkrzewy osiągające zwykle do 2 m wysokości, z mocną, włóknistą korą. Pędy owłosione lub nagie.
LiścieZimozielone lub opadające na zimę, skrętoległe, tylko u wawrzynka genkwa naprzeciwległe. Liście pojedyncze, krótkoogonkowe, całobrzegie, często z wyraźną żyłką centralną.
KwiatyZebrane w główkowate kwiatostany lub skrócone grona, rzadziej wiechowate, wydłużone grona lub kłosy, zwykle na szczytach pędów, rzadziej w kątach liści. Poszczególne kwiaty są jednopłciowe lub obupłciowe, krótkoszypułkowe lub siedzące, 4- lub 5-krotne. Rurka kielicha biała, żółta do różowej, walcowata do dzwonkowato rozszerzona, na końcach z wolnymi łatkami wyprostowanymi lub odgiętymi, dłuższymi lub krótszymi. Płatków korony brak. Pręciki rozwijają się w dwóch okółkach w liczbie dwukrotnie większej od liczby działek. Mają krótkie, czasem całkiem zredukowane nitki. Zalążnia jednokomorowa, jajowata, na szczycie z pojedynczą, krótką szyjką zwieńczoną główkowatym znamieniem.
OwocSoczysta lub skórzasta jagoda, czasem otoczona pozostałościami trwałego kielicha, zwykle żółta lub czerwona. Zawiera pojedyncze nasiono.

## Systematyka
Pozycja systematyczna
Rodzaj z plemienia Daphneae, podrodziny Thymelaeoideae, rodziny wawrzynkowatych Thymelaeaceae, będącej jedną ze starszych linii rozwojowych rzędu ślazowców.
Niejasna jest relacja tego rodzaju w stosunku do rodzaju Wikstroemia, który czasem jest w efekcie tu włączany, podobnie w niektórych ujęciach włączane są tu rodzaje Eriosolena i Rhamnoneuron.
Wykaz gatunków

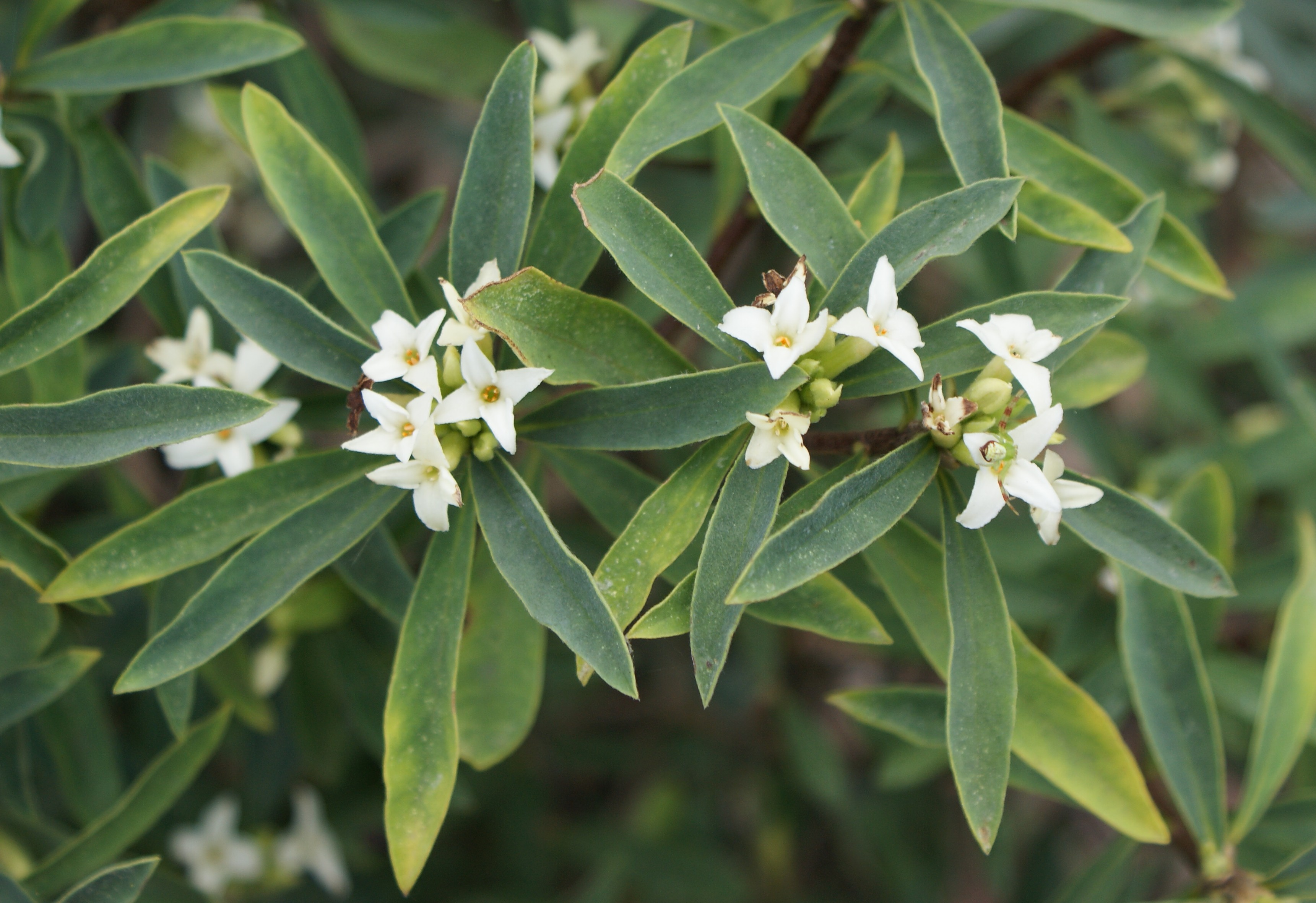
Daphne alpina

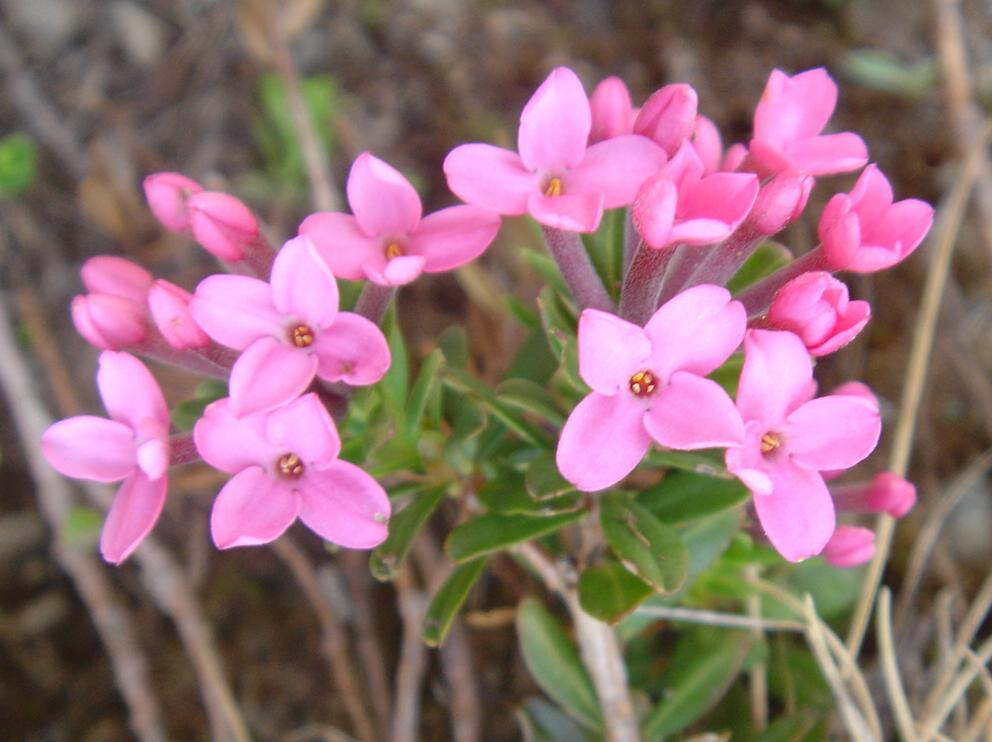
Daphne cneorum

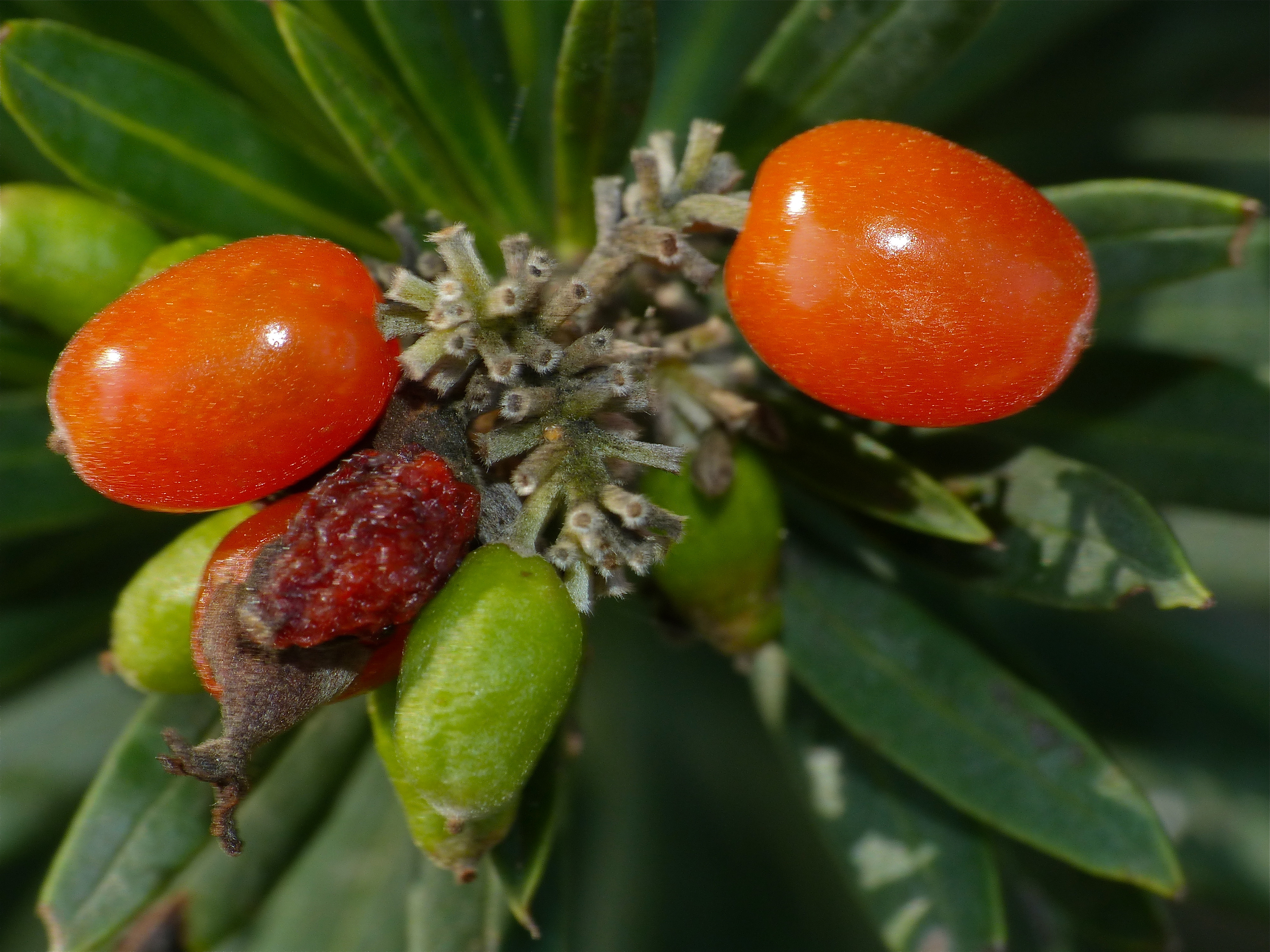
Owoce Daphne gnidium

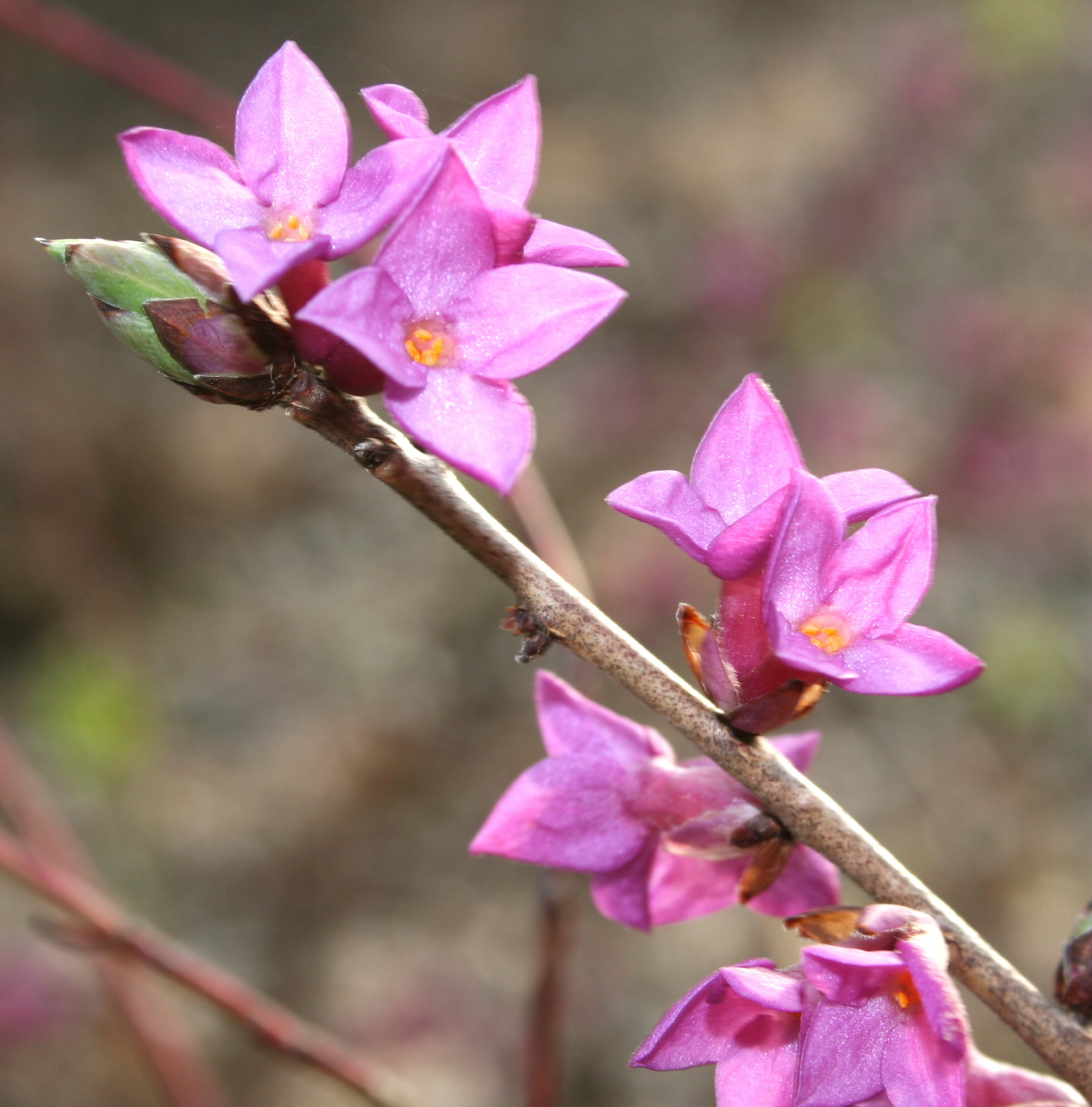
Daphne mezereum

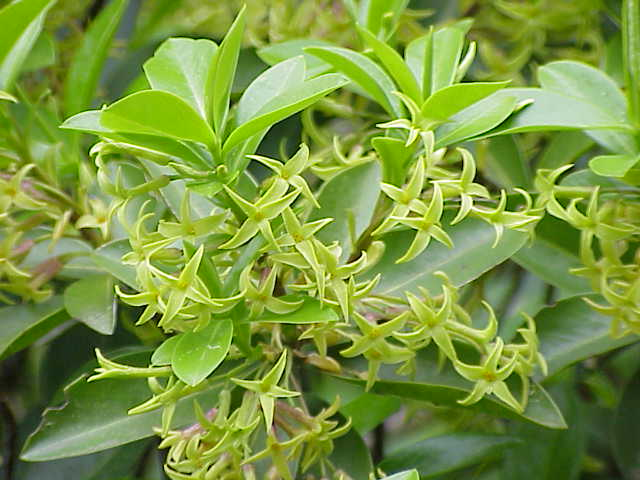
Kwitnący Daphne pontica

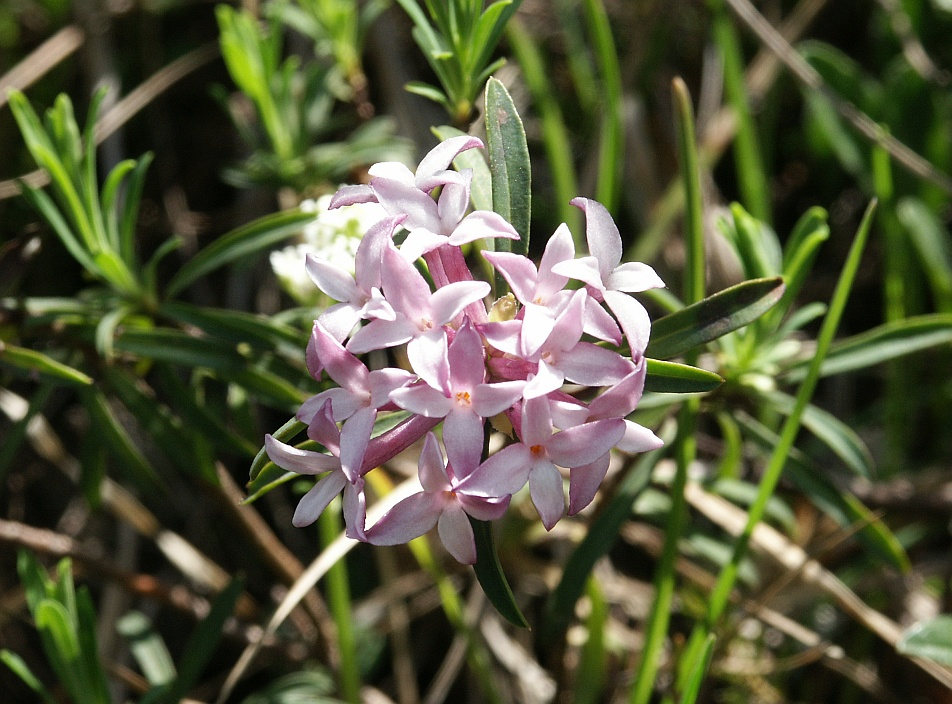
Daphne striata

- Daphne acutiloba Rehder – wawrzynek ostropłatkowy
- Daphne alpina L. – wawrzynek alpejski
- Daphne altaica Pall. – wawrzynek ałtajski
- Daphne angustiloba Rehder
- Daphne arbuscula Celak.
- Daphne arisanensis Hayata
- Daphne aurantiaca Diels
- Daphne axillaris (Merr. & Chun) Chun & C.F.Wei
- Daphne axilliflora (Keissl.) Pobed.
- Daphne baksanica Pobed.
- Daphne bholua Buch.-Ham. ex D.Don
- Daphne blagayana Freyer – wawrzynek Blagaya
- Daphne brevituba H.F.Zhou ex C.Y.Chang
- Daphne caucasica Pall. – wawrzynek kaukaski
- Daphne championii Benth.
- Daphne chingshuishaniana S.S.Ying
- Daphne cneorum L. – wawrzynek główkowy
- Daphne depauperata H.F.Zhou ex C.Y.Chang
- Daphne domini Halda
- Daphne emeiensis C.Y.Chang
- Daphne erosiloba C.Y.Chang
- Daphne esquirolii H.Lév.
- Daphne feddei H.Lév.
- Daphne gemmata E.Pritz.
- Daphne genkwa Siebold & Zucc. – wawrzynek genkwa, w. chiński
- Daphne giraldii Nitsche – wawrzynek Giralda
- Daphne glomerata Lam.
- Daphne gnidioides Jaub. & Spach
- Daphne gnidium L. – wawrzynek gnidyjski
- Daphne gracilis E.Pritz.
- Daphne grueningiana H.J.P.Winkl.
- Daphne × hauseri Halda
- Daphne hekouensis H.W.Li & Y.M.Shui
- Daphne × hendersonii Hodgkin ex C.D.Brickell & B.Mathew
- Daphne holosericea (Diels) Hamaya
- Daphne × houtteana Lindl. & Paxton
- Daphne jarmilae Halda
- Daphne jasminea Sm.
- Daphne jezoensis Maxim.
- Daphne jinyunensis C.Yung Chang
- Daphne jinzhaiensis D.C.Zhang & J.Z.Shao
- Daphne × juraseki Halda
- Daphne kamtschatica Maxim.
- Daphne kingdon-wardii Halda
- Daphne kiusiana Miq.
- Daphne kosaninii (Stoj.) Stoj.
- Daphne kurdica (Bornm.) Bornm.
- Daphne laciniata Lecomte
- Daphne laureola L.
- Daphne leishanensis H.F.Zhou ex C.Y.Chang
- Daphne limprichtii H.J.P.Winkl.
- Daphne longilobata (Lecomte) Turrill – wawrzynek długopłatkowy
- Daphne longituba C.Yung Chang
- Daphne ludlowii D.G.Long & Rae
- Daphne luzonica C.B.Rob.
- Daphne macrantha Ludlow
- Daphne malyana Blecic
- Daphne mezereum L. – wawrzynek wilczełyko
- Daphne miyabeana Makino
- Daphne modesta Rehder
- Daphne morrisonensis C.E.Chang
- Daphne mucronata Royle
- Daphne myrtilloides Nitsche
- Daphne nana Tagawa
- Daphne × neapolitana (Lindl.) Loudon – wawrzynek neapolitański
- Daphne odora Thunb. – wawrzynek wonny
- Daphne ogisui C.D.Brickell, B.Mathew & Yin Z.Wang
- Daphne oleoides Schreb. – wawrzynek oliwkowy
- Daphne pachyphylla D.Fang
- Daphne papyracea Wall. ex G.Don
- Daphne pedunculata H.F.Zhou ex C.Y.Chang
- Daphne penicillata Rehder
- Daphne petraea Leyb. – wawrzynek skalny
- Daphne pontica L. – wawrzynek pontyjski
- Daphne pseudomezereum A.Gray
- Daphne pseudosericea Pobed.
- Daphne purpurascens S.C.Huang
- Daphne retusa Hemsl.
- Daphne rhynchocarpa C.Y.Chang
- Daphne rodriguezii Texidor
- Daphne rosmarinifolia Rehder
- Daphne × rossetii H.Correvon & Halda
- Daphne × savensis Daksk., Selikar & Vre
- Daphne sericea Vahl – wawrzynek jedwabisty
- Daphne × sillingeri Halda
- Daphne sojakii Halda
- Daphne sophia Kolenicz.
- Daphne souliei (Lecomte) Aymonin
- Daphne stapfii Bornm. & Keissl.
- Daphne striata Tratt. – wawrzynek kreskowany, w. prążkowany
- Daphne sureil W.W.Sm. & Cave
- Daphne tangutica Maxim. – wawrzynek tangucki
- Daphne taurica Kotov
- Daphne taylorii Halda
- Daphne tenuiflora Bureau & Franch.
- Daphne thanguensis J.Ghosh, Midday, S.K.Dey & D.Maity
- Daphne × thauma Farrer
- Daphne transcaucasica Pobed.
- Daphne tripartita H.F.Zhou ex C.Y.Chang
- Daphne velenovskyi Halda
- Daphne wangiana (Hamaya) Halda
- Daphne wolongensis C.D.Brickell & B.Mathew
- Daphne xichouensis H.F.Zhou ex C.Y.Chang
- Daphne yunnanensis H.F.Zhou ex C.Y.Chang